# Guelma
Guelma (arabisch قالمة, DMG Qālima, tamazight ⴳⴰⵍⵎⴰ Galma) ist eine mittelgroße Universitätsstadt im nordöstlichen Algerien mit 157.334 Einwohnern (Stand: 2012). Sie liegt 600 Kilometer östlich der Hauptstadt Algier und ist Hauptort der gleichnamigen Provinz Guelma.

## Geographie
Die Stadt liegt in einer Senke, die sich im Atlas-Gebirge öffnet und die durch die Seybouse durchquert wird.

## Geschichte
Guelma, das antike Calama, ist eine der ältesten Städte des Landes. Es lassen sich punische, numidische und römische Einflüsse nachweisen.
Guelma und die benachbarten Orte Sétif und Kherrata waren nach dem Aufstand vom 8. Mai 1945 Schauplatz der Massaker von Guelma, Sétif und Kharata mit nach offiziellen algerischen Angaben bis zu 45.000 erschossenen oder hingerichteten Algeriern, begangen von den kolonialen französischen Militärs und Milizen  als Antwort auf Forderungen nach einer Beendigung der Kolonialherrschaft Frankreichs in Algerien.
Anlässlich der Unabhängigkeit des Landes 1962 kam es zur Zerstörung eines antiken römischen Tempels durch die FLN unter der Ägide lokaler islamischer Würdenträger.

## Bauwerke, Sehenswürdigkeiten
- Museum im Römischen Theater
- Römischen Thermen
- Roknia
- Thibilis
- Hammam Meskoutine
- Seybouse
- Maouna
- Djebel Debagh
- Hammam Bradaa
- Ghar e'Said im Djebel Taya
- Ghar el'Djemaa im Djebel Taya

## Persönlichkeiten

### Söhne und Töchter der Stadt
- Possidius, Spätantiker Bischof von Calama. Biograf und Freund des Heiligen Augustinus von Hippo
- Émile Boirac (1851–1917), Esperantist und Parapsychologe
- Houari Boumedienne (1927/1932–1978), Politiker und algerischer Staatschef (1965–1978)[2]
- Abdelmalek Ziaya (* 1984), Fußballspieler
- Amir Sayoud (* 1990), Fußballspieler

### Mit Guelma verbunden
- Bettina Heinen-Ayech (1937–2020), deutsche Malerin, lebte seit 1963 in Guelma.[3]

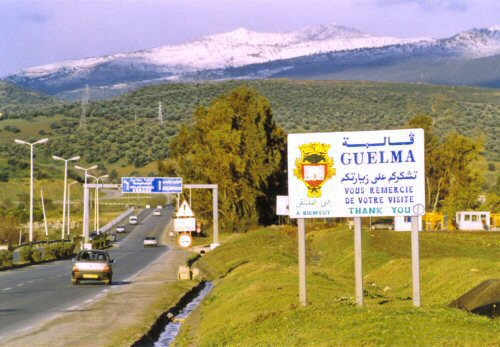
Guelma, Ausfahrt von Héliopolis
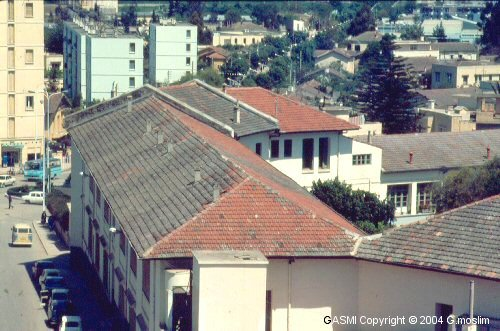
Stadtmitte, Mohamed Abdous Schule im Vordergrund und der 19.- März-Platz
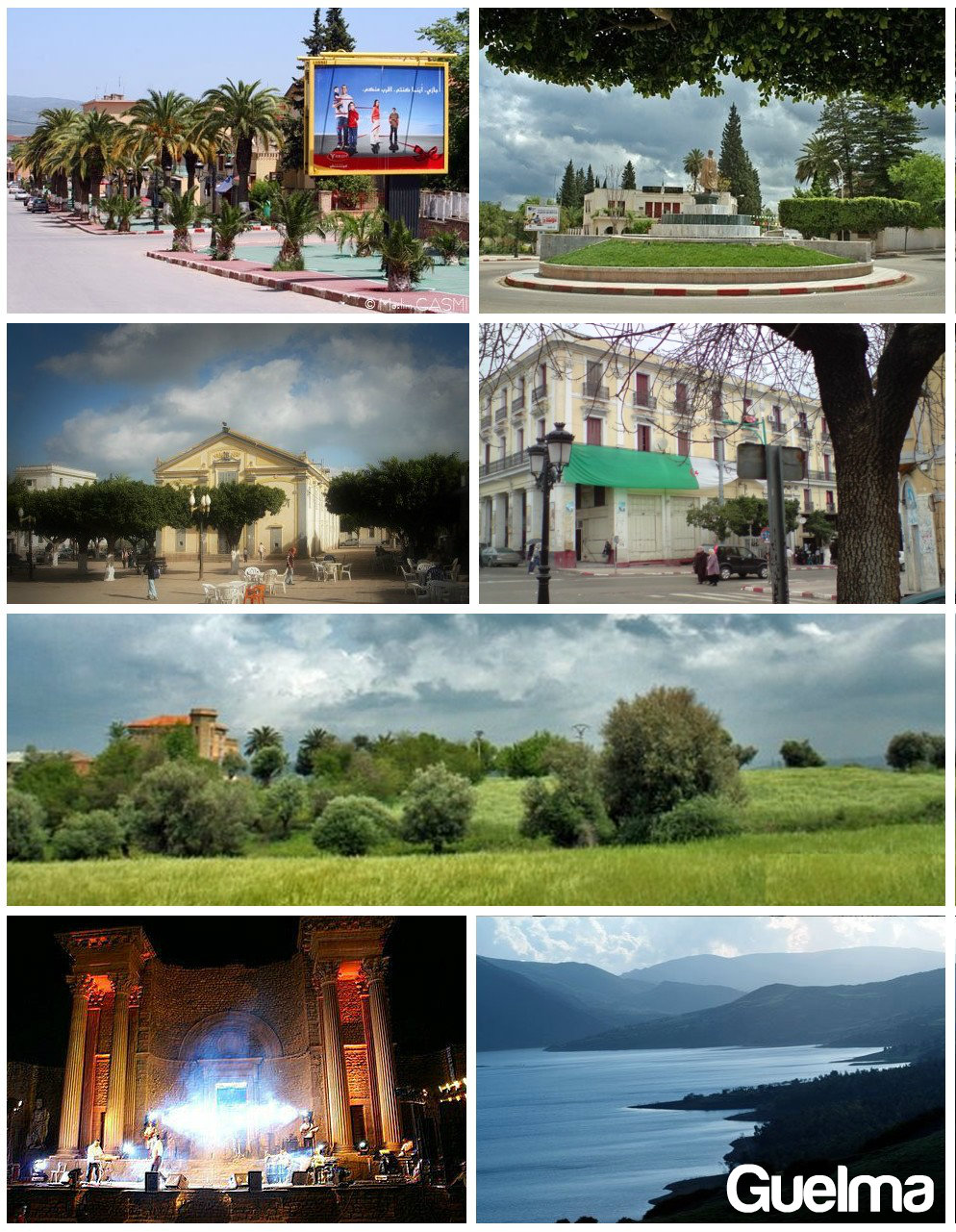
Guelma, 19.-März-Platz und der Sitz der Willaya
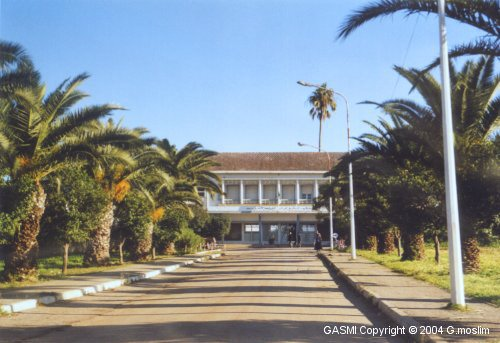
Guelma, Farmschule
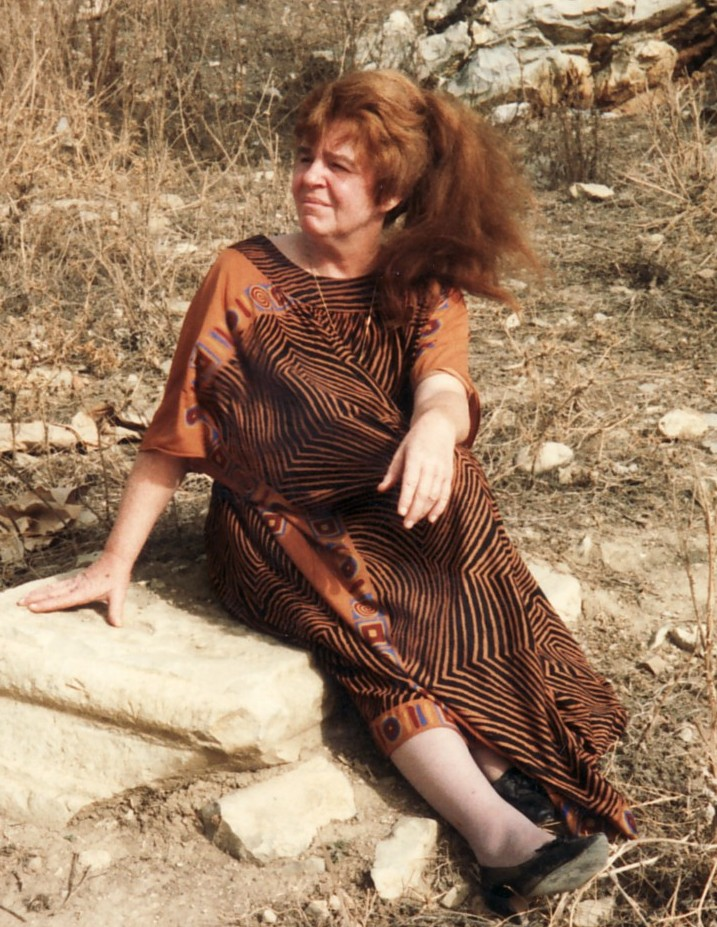
Bettina Heinen-Ayech (1937–2020), deutsche Malerin. 1989 in Guelaat Bou Sba bei Guelma, Algerien